# Radkova Lhota
Radkova Lhota település Csehországban, Přerovi járásban. Radkova Lhota Blazice, Žákovice, Radkovy, Bezuchov és Dřevohostice településekkel határos. Lakosainak száma 209 fő (2024. január 1.).

## Népesség
A település lakosságának változását az alábbi diagram mutatja:
| Lakosok száma | 163  | 218  | 193  | 199  | 221  | 225  | 223  | 198  | 281  | 209  |
|               | 1869 | 1900 | 1921 | 1961 | 1980 | 2011 | 2016 | 2019 | 2021 | 2024 |